# Yvonne Rudellat
Yvonne Claire Rudellat, geborene Cerneau (* Januar 1897 in Maisons-Laffitte; † April 1945 im Konzentrationslager Bergen-Belsen) war eine Agentin der britischen nachrichtendienstlichen Spezialeinheit Special Operations Executive (SOE).

## Leben
Die Tochter eines Weinhändlers heiratete 1920 einen Antiquitätenhändler italienischer oder französischer Herkunft, mit dem sie in London lebte und zwei Töchter bekam. Die Ehe scheiterte nach neun Jahren, Rudellat trennte sich von ihrem Mann und leitete ein kleines Hotel in London. Über einen britischen Major, einer ihrer Hotelgäste, kam sie in Kontakt mit der SOE. 1942 wurde sie wegen ihrer Französischkenntnisse und ihres Organisationstalents als Hotelbesitzerin von Sektion „F“ unter dem Tarnnamen „Jacqueline“ rekrutiert, um in Frankreich die Résistance zu unterstützen.

## Agententätigkeit
Am 17. Juli 1943 wurde Rudelatt mit einem Bomber nach Gibraltar geflogen, von dort wurde sie mit einer Feluke, einem Segelboot, am 30. Juli an der südfranzösischen Küste abgesetzt. Sie war die erste Frau, die von SOE als Agentin nach Frankreich eingeschleust wurde. Mit gefälschten Papieren auf den Namen „Jacqueline Gauthier“ sollte sie bei Tours mit weiteren SOE-Agenten den Agentenring „Monkeypuzzle“ aufbauen, einem Ableger des Agentenrings „Physician“ unter dessen Leiter Francis Suttill (Tarnname „Prosper“), und als Kurier tätig sein. Fast ein Jahr arbeitete sie erfolgreich und nahm auch an Sabotageaktionen teil, u. a. gegen das Elektrizitätswerk Chaingy bei Orléans.
Am 21. Juni 1944 geriet sie mit Pierre Culioli, einem französischen Kollegen, und zwei weiteren kanadischen SOE-Agenten bei Dhuizon in der Sologne in eine deutsche Straßensperre. Bewaffnete Gestapoleute zwangen sie, zum Rathausplatz von Dhuizon zu fahren, wo es ihnen zunächst gelang zu fliehen. Aber schon nach wenigen Kilometern hatte das schnelle Fahrzeug der Gestapo ihren alten Citroën eingeholt, und die Deutschen eröffneten sofort das Feuer. Rudellat wurde in den Kopf getroffen und schwer verletzt in das Krankenhaus von Blois eingeliefert. Als sie nach einigen Wochen transportfähig war, brachte man sie in das Hauptquartier des Sicherheitsdienstes (SD) in die Pariser Avenue Foch. Ihre drei Begleiter, ebenfalls verletzt, waren inzwischen im Gefängnis Fresnes inhaftiert. Die beiden Kanadier wurden später in das Konzentrationslager Buchenwald deportiert und dort ermordet, Culioli überlebte den Krieg.
Rudellat wurde vom SD mehrfach verhört, aber infolge ihrer Kopfverletzung litt sie unter Gedächtnisverlust und konnte sich nur an ihren angenommenen Namen „Jacqueline Gauthier“ erinnern. Nach mehreren Wochen im Pariser Gefängnis Fresnes wurde „Jacqueline Gauthier“ mit anderen französischen Résistance-Kämpferinnen in das Konzentrationslager Ravensbrück deportiert. Im Februar oder März 1945 wurde sie in das Konzentrationslager Bergen-Belsen verlegt, das inzwischen auch als Auffanglager für Häftlinge aus den KZs weiter im Osten diente. Dort soll Rudellat an Typhus und Ruhr erkrankt und wenige Tage nach der Befreiung des Lagers am 15. April durch britische Truppen gestorben sein. Unter ihrem angenommenen Namen „Jacqueline Gauthier“ wurde sie in einem Massengrab verscharrt.

## Ehrungen
Als eine von 91 Männern und 13 Frauen, die im Dienst von SOE für die Freiheit Frankreichs starben, wird sie auf dem SOE-Mahnmal in Valençay im Département Indre gewürdigt.